# Bretten
Bretten je grad u njemačkoj pokrajini Baden-Württemberg. Nalazi se oko 23 km sjeveroistočno od Karlsruhea u istoimenom okrugu.
U Brettenu je 1497. rođen njemački reformator Philipp Melanchthon.

## Stanovništvo
Bretten ima 28.251 stanovnika.
| Bretten: kretanje broja stanovnika između 1500. i 2007. |       |       |       |       |        |        |
| 1500.                                                   | 1825. | 1880. | 1925. | 1961. | 1995.  | 2007.  |
| 300                                                     | 2.922 | 4.034 | 5.621 | 9.978 | 26.041 | 28.251 |

Bretten ima devet gradskih četvrti: Bauerbach, Neibsheim, Büchig, Diedelsheim, Rinklingen, Dürrenbüchig, Gölshausen, Ruit i Sprantal.

## Gradovi partneri
|  | Hemer, Njemačka                     |
|  | Longjumeau, Francuska               |
|  | Condeixa-a-Nova, Portugal           |
|  | Wittenberg, Njemačka                |
|  | Pontypool, Wales                    |
|  | Bellegarde-sur-Valserine, Francuska |

## Vanjske poveznice
- Službena stranica (njem.) (engl.)

### Ostali projekti
|  | Zajednički poslužitelj ima još gradiva o temi Bretten |